# 陈家宝
陈家宝（1949年11月—），江苏盐城东台人，男，汉族，中华人民共和国政治人物。

## 简介
1969年9月至1973年9月为江苏省盐城市东台县东台镇革委会政工组工作人员，1973年9月至1976年1月在江苏师范学院政教系哲学专业学习。
1976年1月至1981年10月出任江苏省盐城东台县委办公室秘书，1981年10月至1982年6月任江苏省盐城市东台县头灶乡党委副书记，1982年6月至1983年8月江苏省盐城东台县新曹乡党委书记，1983年8月至1985年2月任江苏省盐城市东台县委常委、宣传部长，1985年2月至1988年2月任江苏省盐城市响水县委副书记。
1988年2月至1990年8月任中共江苏省委组织部市县干部处副处长，1990年8月至1992年11月出任中共江苏省委组织部办公厅主任。
1992年11月至1996年2月任中共镇江市委常委、组织部部长，1996年2月至1997年12月任中共镇江市委副书记、组织部部长。
1997年12月至2000年12月任中共南京市委常委、组织部部长，2000年12月至2008年2月担任中共南京市委副书记、常务副市长，2008年1月至2013年1月出任江苏省南京市人大常委会主任、党组书记。
第十二届全国人民代表大会江苏地区代表。2008年起担任全国人大代表。2013年，被选为全国人大代表。